# Liste der Mitglieder des liechtensteinischen Landtags (1982)
Diese Liste führt die Mitglieder des Landtags des Fürstentums Liechtenstein auf, der aus den Wahlen am 7. Februar 1982 hervorging. Die Legislaturperiode dauerte bis 1986. Diese Wahl war die letzte, bei der nur Männer das Stimmrecht besassen.

## Zusammensetzung
Von 5'246 Wahlberechtigten nahmen 5'004 Personen an der Wahl teil (95,4 %). Von den abgegebenen Stimmen waren 4'909 gültig. Die Stimmen und Mandate verteilten sich in den beiden Wahlkreisen – Oberland und Unterland – wie folgt:
| Partei                              | Stimmen  | Stimmen   | Stimmen   | Stimmen       | Sitze    | Sitze     | Sitze     |
| ----------------------------------- | -------- | --------- | --------- | ------------- | -------- | --------- | --------- |
| Partei                              | Oberland | Unterland | insgesamt | Stimmenanteil | Oberland | Unterland | insgesamt |
| Fortschrittliche Bürgerpartei (FBP) | 13'254   | 5'019     | 18'273    | 46,53 %       | 4        | 3         | 7         |
| Vaterländische Union (VU)           | 16'194   | 4'803     | 20'997    | 53,47 %       | 5        | 3         | 8         |

## Liste der Mitglieder
| Name             | Fraktion | Wahlkreis | Stimmen | Bemerkung         |
| ---------------- | -------- | --------- | ------- | ----------------- |
| Josef Biedermann | FBP      | Oberland  | 1463    |                   |
| Josef Büchel     | FBP      | Unterland | 794     |                   |
| Noldi Frommelt   | FBP      | Oberland  | 1458    |                   |
| Louis Gassner    | FBP      | Oberland  | 1389    |                   |
| Georg Gstöhl     | VU       | Oberland  | 1750    |                   |
| Hermann Hassler  | VU       | Unterland | 769     |                   |
| Paul Kindle      | VU       | Oberland  | 1773    |                   |
| Beat Marxner     | FBP      | Unterland | 835     |                   |
| Armin Meier      | FBP      | Unterland | 798     |                   |
| Franz Meier      | VU       | Unterland | 803     |                   |
| Karlheinz Ritter | VU       | Oberland  | 1811    | Landtagspräsident |
| Alfons Schädler  | VU       | Oberland  | 1742    |                   |
| Ludwig Seger     | VU       | Oberland  | 1728    |                   |
| Dieter Walch     | FBP      | Oberland  | 1387    |                   |
| Günther Wohlwend | VU       | Unterland | 775     |                   |

## Liste der Stellvertreter
| Name                | Fraktion | Wahlkreis | Anmerkung | Bemerkung |
| ------------------- | -------- | --------- | --------- | --------- |
| August Beck         | VU       | Oberland  | 1720      |           |
| Franz Beck          | VU       | Oberland  | 1715      |           |
| Eugen Büchel        | FBP      | Oberland  | 1349      |           |
| Franz Elkuch        | FBP      | Unterland | 736       |           |
| Felix Hassler       | FBP      | Unterland | 756       |           |
| Peter Hemmerle      | FBP      | Oberland  | 1305      |           |
| Anton Hoop          | VU       | Unterland | 768       |           |
| Edwin Kindle        | FBP      | Oberland  | 1340      |           |
| Walter Marxer       | FBP      | Unterland | 759       |           |
| Elias Nigg          | VU       | Oberland  | 1681      |           |
| Franz Oehri         | VU       | Unterland | 709       |           |
| Karlheinz Oehri     | VU       | Unterland | 730       |           |
| Richard Schierscher | FBP      | Oberland  | 1327      |           |
| Peter Wolff         | VU       | Oberland  | 1566      |           |